# Dirección General de Promoción de Exportaciones
La Dirección General de Promoción de Exportaciones, también conocida como ProChile es una institución pública chilena, encargada de promover las exportaciones de bienes y servicios del país, y de contribuir a estimular la inversión extranjera y el turismo en Chile. Se relaciona con el presidente de la República por medio del Ministerio de Relaciones Exteriores.